# إرنست بيرلينر
إرنست بيرلينر (بالألمانية: Ernst Berliner)‏ هو عالم كيمياء حيوية ألماني، ولد في 15 سبتمبر 1880 في برلين في ألمانيا، وتوفي في 28 أكتوبر 1957 في أورباخ ‏ في ألمانيا.